# Molybdomancie

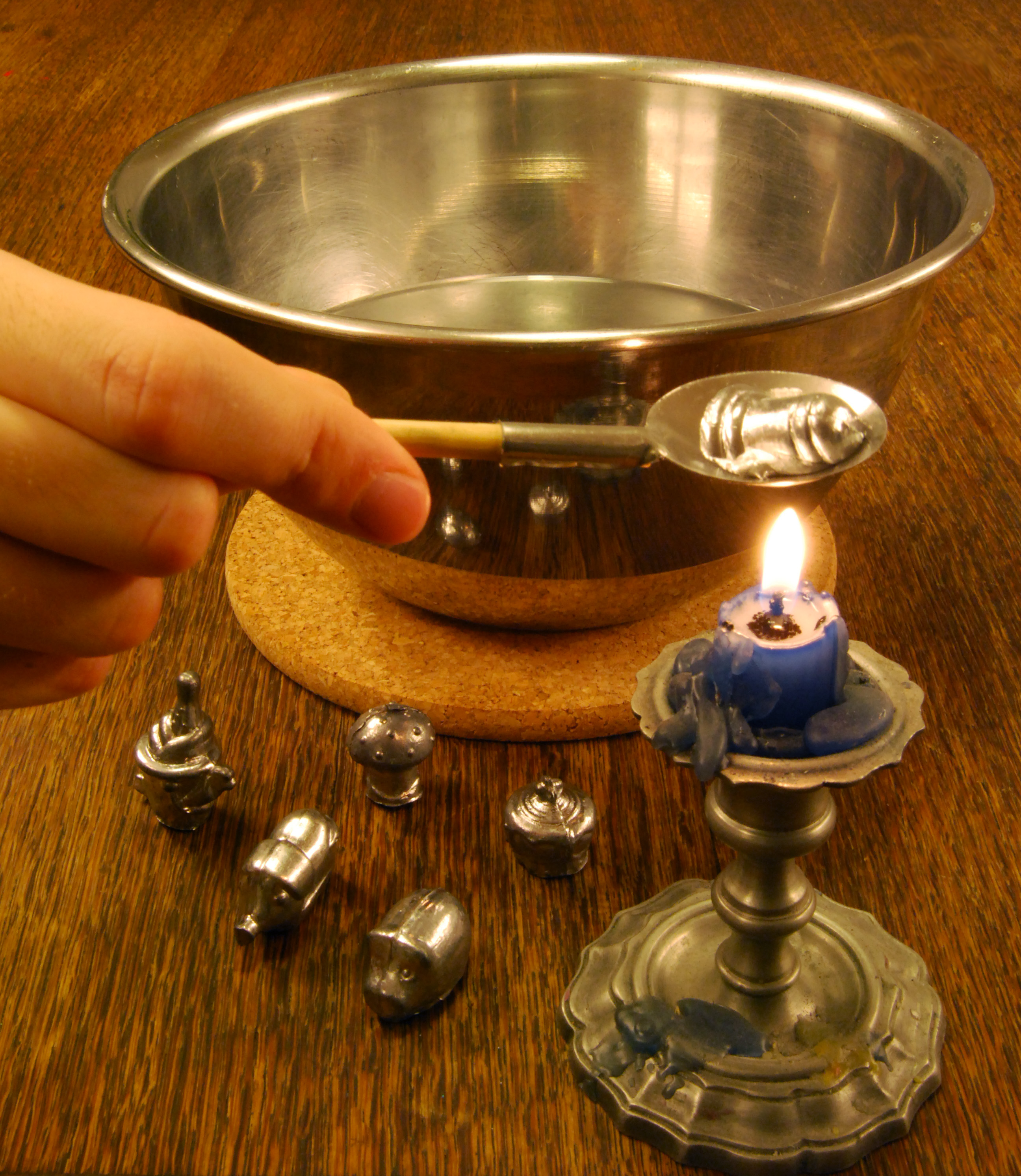
Kit de molybdomancie.

La molybdomancie est une pratique de divination consistant à verser du plomb fondu dans de l'eau. Il s’agit alors d’interpréter les bruits et les sifflements que le métal produit en se refroidissant dans l'eau, ou les formes obtenues.
Cette pratique est très proche de la kéromancie, qui utilise la cire fondue d’une bougie ou d’un cierge, mise au contact d’eau froide.
Aujourd'hui, la molybdomancie est une activité traditionnelle en Allemagne, en Autriche, en Bosnie-Herzégovine, en Bulgarie, en Finlande, en Tchéquie, en Suisse, en Estonie, en Lettonie et en Turquie.